# Petra (Zeitschrift)
Petra ist eine deutsche Frauenzeitschrift, die monatlich von der Mediengruppe Klambt in Hamburg herausgegeben wird. Die verkaufte Auflage beträgt 55.159 Exemplare, ein Minus von 83,4 Prozent seit 1998.
Die Zeitschrift wurde 1964 vom Constanze-Verlag gestartet, der 1965 zu Gruner + Jahr fusioniert wurde. Das inhaltliche Konzept stammte von Hans Huffzky, dem ersten Chefredakteur. 1969 wurde die Zeitschrift an den Jahreszeiten Verlag verkauft, wo die Zeitschrift Film und Frau in ihr aufging.
Im September 2018 wurde die Zeitschrift von der Mediengruppe Klambt übernommen. Seit November 2019 werden Petra und Für Sie von einer von Sabine Bartels geleiteten Gemeinschaftsredaktion produziert.